# Castello di Spiez

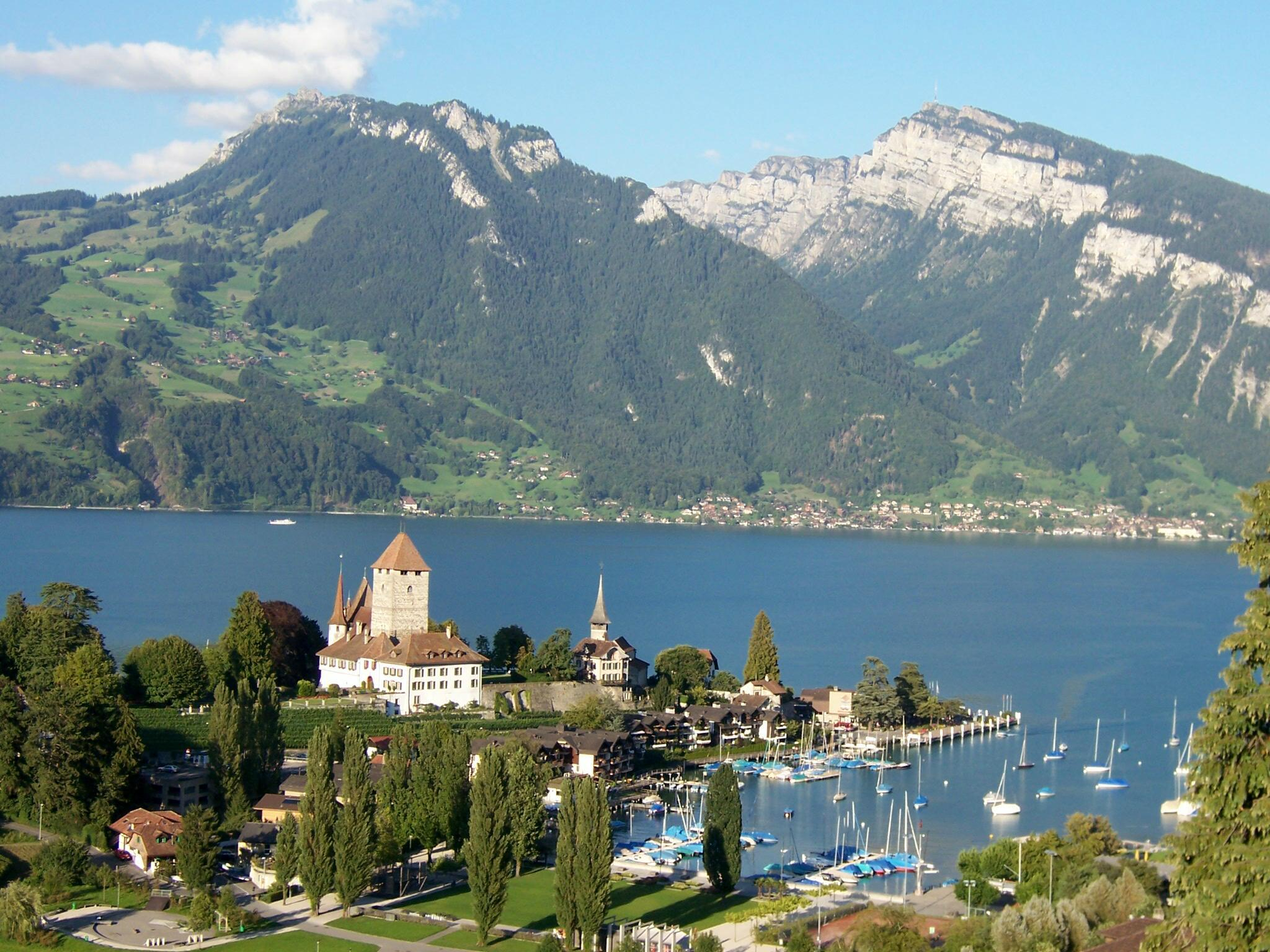
Veduta panoramica del castello

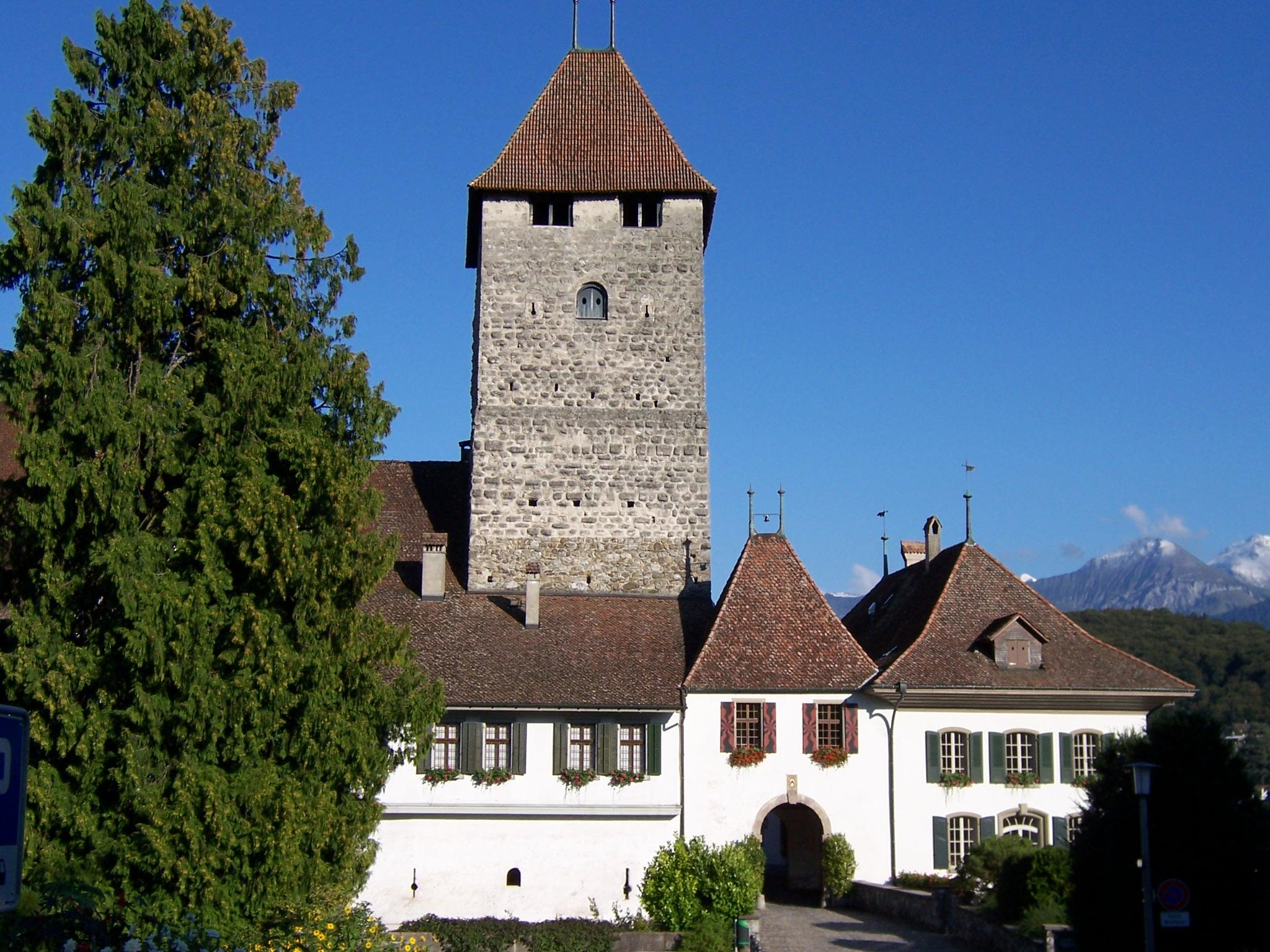
Facciata del castello

Il castello di Spiez (in tedesco: Schloss Spiez) è uno storico edificio della cittadina svizzera di Spiez, nel Canton Berna (Svizzera nord-occidentale) eretto a partire dal XII-XIII secolo e successivamente ampliato. Fu la residenza delle famiglie Von Strättligen, Von Bubenberg e Von Erlach.

## Descrizione
Il castello si trova in un isolotto sul lago di Thun.
|  |

## Storia
La torre più antica del castello, tuttora visibile, fu eretta probabilmente nel corso del XII secolo.
Il castello è menzionato per la prima volta ufficialmente nel 1250 in un documento redatto da Enrico III in cui si parla di dominus de spiez.
I primi abitanti dell'edificio furono i signori Von Strättligen.
Nel XIV secolo, i Von Strättligen furono però costretti a cedere l'edificio, unitamente ai villaggi circostanti, a causa di problemi finanziari.
Il 29 novembre 1338, il castello e il villaggio di Spiez furono così acquistati da Johann von Bubenberg al prezzo di 5.600 lire.
Dal 1516 al 1875 il castello fu invece di proprietà dalla famiglia Von Erlach.
Il 30 novembre 1927 fu promossa da una fondazione una petizione allo scopo di aprire al pubblico il castello: per raccogliere i fondi, fu organizzata una lotteria l'anno seguente, in cui furono raccolti 115.000 franchi svizzeri.